# Intensité respiratoire
L'intensité respiratoire est le volume de dioxygène consommé par unité de temps et par unité de masse de matière vivante (en L·s−1·kg−1 par exemple). 

## Description
C’est un indicateur de l’intensité du métabolisme, proportionnel à la dépense énergétique (en J·s−1·kg−1 par exemple). Un calcul simple à partir de l’équation bilan {\displaystyle C_{6}H_{12}O_{6}+6O_{2}=>6CO_{2}+6H_{2}O} montre qu’un litre de dioxygène permet de libérer 21 kJ lorsque du glucose est consommé. Aussi la mesure de l’intensité respiratoire permet de déduire l’énergie consommée au cours du temps par un être vivant à condition de connaître la nature des molécules consommées.